# خوليو كوريا (شاعر)
خوليو كوريا (بالإسبانية: Julio Correa)‏ هو شاعر باراغواياني، ولد في 30 أغسطس 1890 في أسونسيون في باراغواي، وتوفي في 14 يوليو 1953 في لوكي في باراغواي.